# Camilla Sparv
Camilla Margareta Sparv, född 3 juni 1943 i Stockholm, är en svensk före detta skådespelerska verksam i USA.
Hon var under två år på 1960-talet gift med filmproducenten Robert Evans. 1969 gifte hon sig i Miami med sergeanten i US Army, dammsugarmiljonären Herbert Hoover III.

## Filmografi i urval
- 1966 – The Trouble with Angels
- 1968 – Attentat planeras
- 1968 – Specialuppdrag K Secret Service
- 1969 – Mackenna's Gold
- 1978 – The Greek Tycoon
- 1980 – Cabo Blanco